# Lac de Višegrad
Pour les articles homonymes, voir Visegrad.
Le lac de Višegrad (en bosnien : Višegradsko jezero ; en serbe cyrillique : Вишеградско језеро) est un lac de retenue situé en Bosnie-Herzégovine, sur la rivière Drina. Il est situé dans la municipalité de Višegrad.

## Caractéristiques

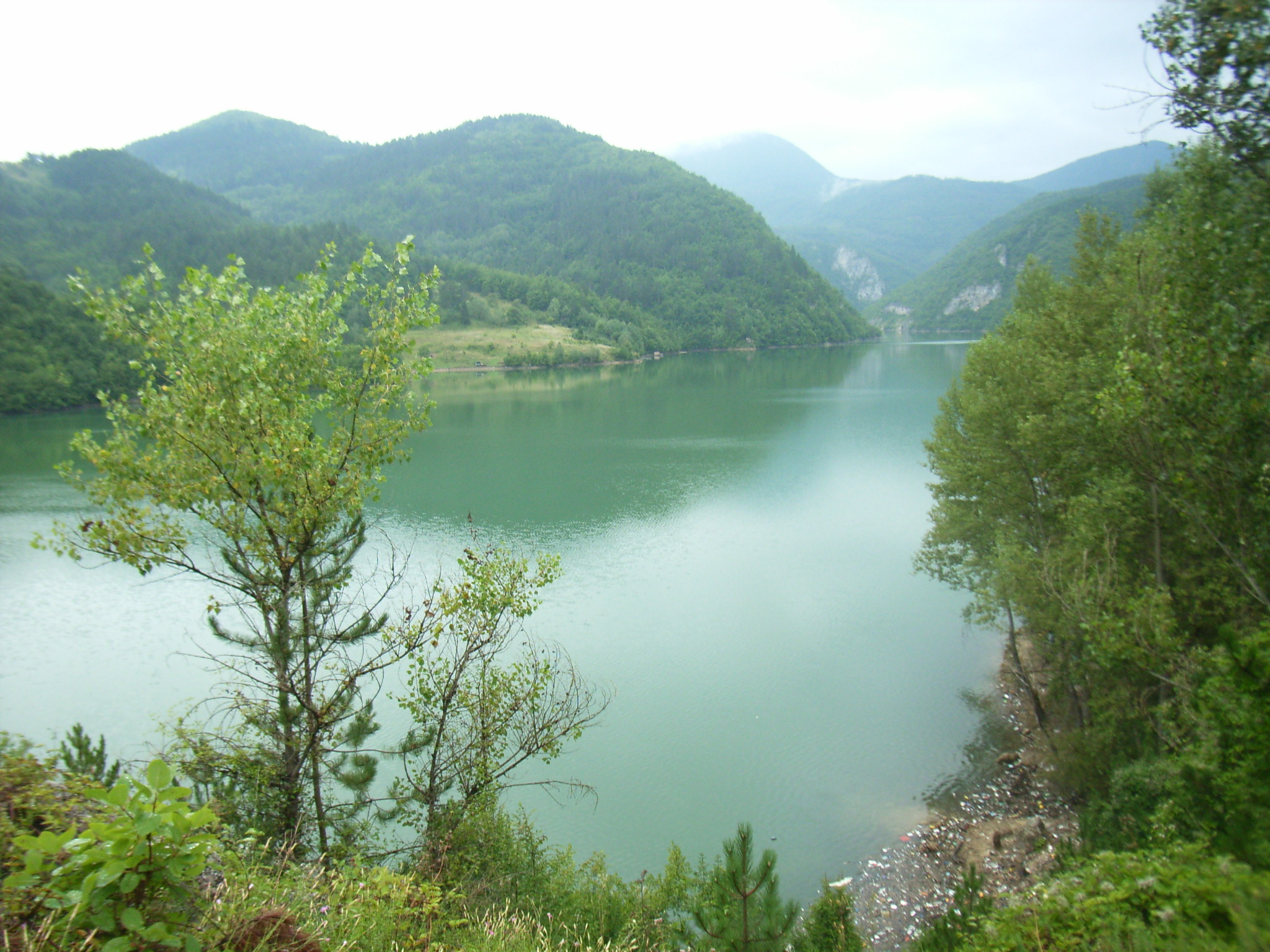
Lac de Višegrad.

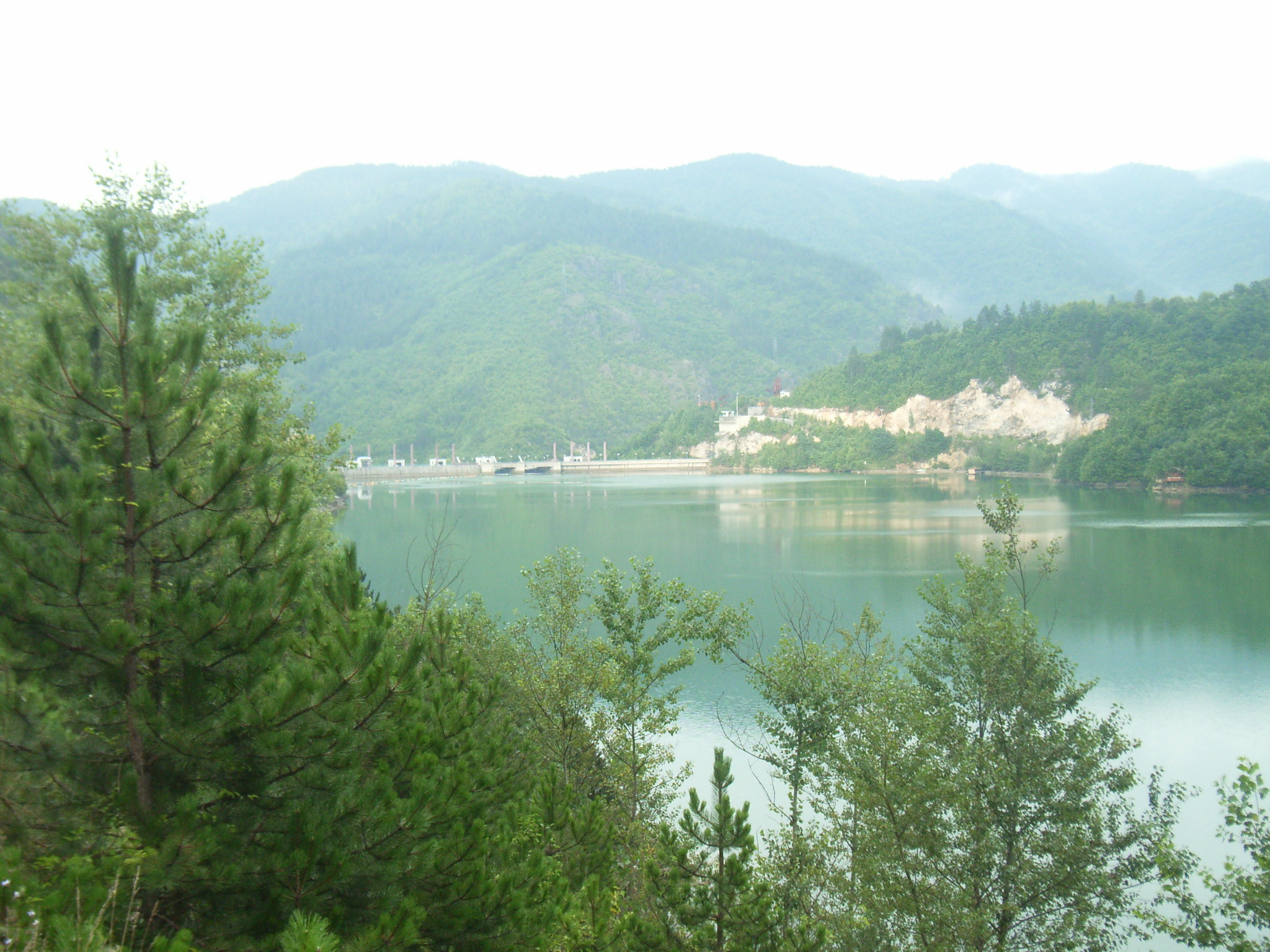
La centrale électrique à Višegrad.

Le lac de Višegrad a été créé par la construction d'un barrage sur la rivière Drina. Il s'étend sur une longueur d'environ 40 km, de Višegrad à Goražde. Il traverse les municipalités de Višegrad, Novo Goražde et Rudo.